# Coupe des nations de rink hockey 1975
Navigation
Coupe des nations 1973 Coupe des nations 1976
La Coupe des nations de rink hockey 1975 est la 45e édition de la compétition. La coupe se déroule durant le mois de mars 1975 à Montreux.

## Déroulement
La compétition se compose d'un championnat à 7 équipes. Chaque équipe jouant une rencontre contre les six autres.

## Résultats
|   | Équipes     | Pts | J | V | E | D | BM | BE | DB  |
| - | ----------- | --- | - | - | - | - | -- | -- | --- |
| 1 | Espagne     | 18  | 6 | 6 | 0 | 0 | 34 | 11 | 23  |
| 2 | Portugal    | 16  | 6 | 5 | 0 | 1 | 29 | 12 | 17  |
| 3 | Italie      | 14  | 6 | 4 | 0 | 2 | 29 | 18 | 11  |
| 4 | Argentine   | 10  | 6 | 2 | 0 | 4 | 18 | 23 | -5  |
| 5 | Allemagne   | 9   | 6 | 1 | 1 | 4 | 13 | 25 | -12 |
| 6 | Pays-Bas    | 9   | 6 | 1 | 1 | 4 | 16 | 32 | -16 |
| 7 | Montreux HC | 8   | 6 | 1 | 0 | 5 | 20 | 38 | -18 |

|             |     | Allemagne | Pays-Bas | Portugal | Espagne | Italie | Argentine |
| ----------- | --- | --------- | -------- | -------- | ------- | ------ | --------- |
| Montreux HC |     |           |          |          |         |        |           |
| Allemagne   | 5-1 |           |          |          |         |        |           |
| Pays-Bas    | 6-8 | 1-1       |          |          |         |        |           |
| Portugal    | 6-2 | 9-1       | 7-1      |          |         |        |           |
| Espagne     | 7-3 | 3-0       | 7-2      | 4-0      |         |        |           |
| Italie      | 7-2 | 6-3       | 5-0      | 4-5      | 4-8     |        |           |
| Argentine   | 7-4 | 5-3       | 4-6      | 0-2      | 2-5     | 0-3    |           |

## Classement final
| Lugar | Seleção     |
| ----- | ----------- |
|       | Espagne     |
|       | Portugal    |
|       | Italie      |
| 4     | Argentine   |
| 5     | Allemagne   |
| 6     | Pays-Bas    |
| 7     | Montreux HC |

| Vainqueur du tournoi de Montreux 1975 |
| ------------------------------------- |
| Espagne 8°                            |